# Maretia
Maretia is een geslacht van zee-egels, en het typegeslacht van de familie Maretiidae.

## Soorten
- Maretia carinata Bolau, 1873
- Maretia cordata Mortensen, 1948
- Maretia estenozi Sánchez Roig, 1926 †
- Maretia planulata (Lamarck, 1816)